# Manta Rota

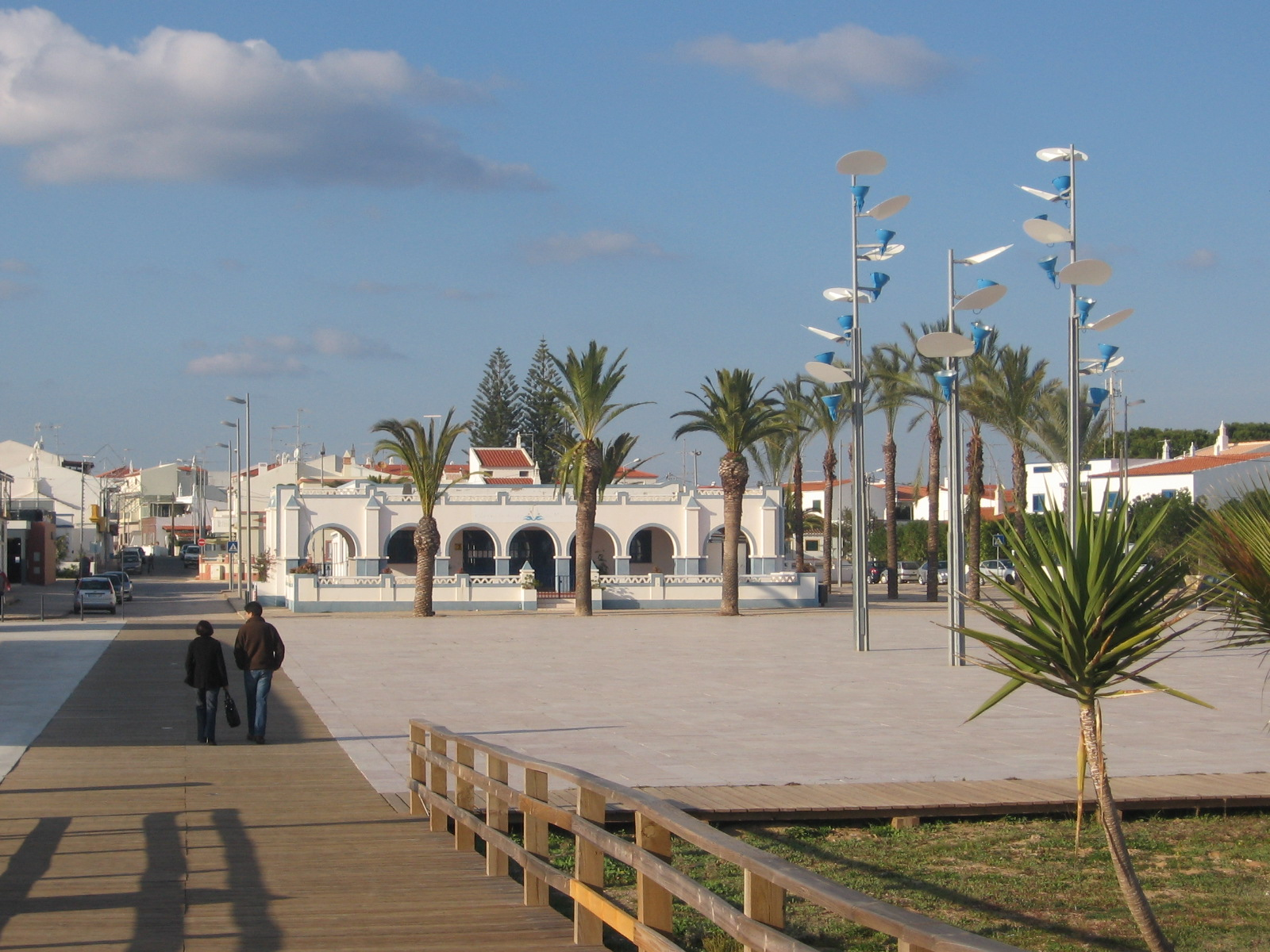
Praça da Manta Rota.

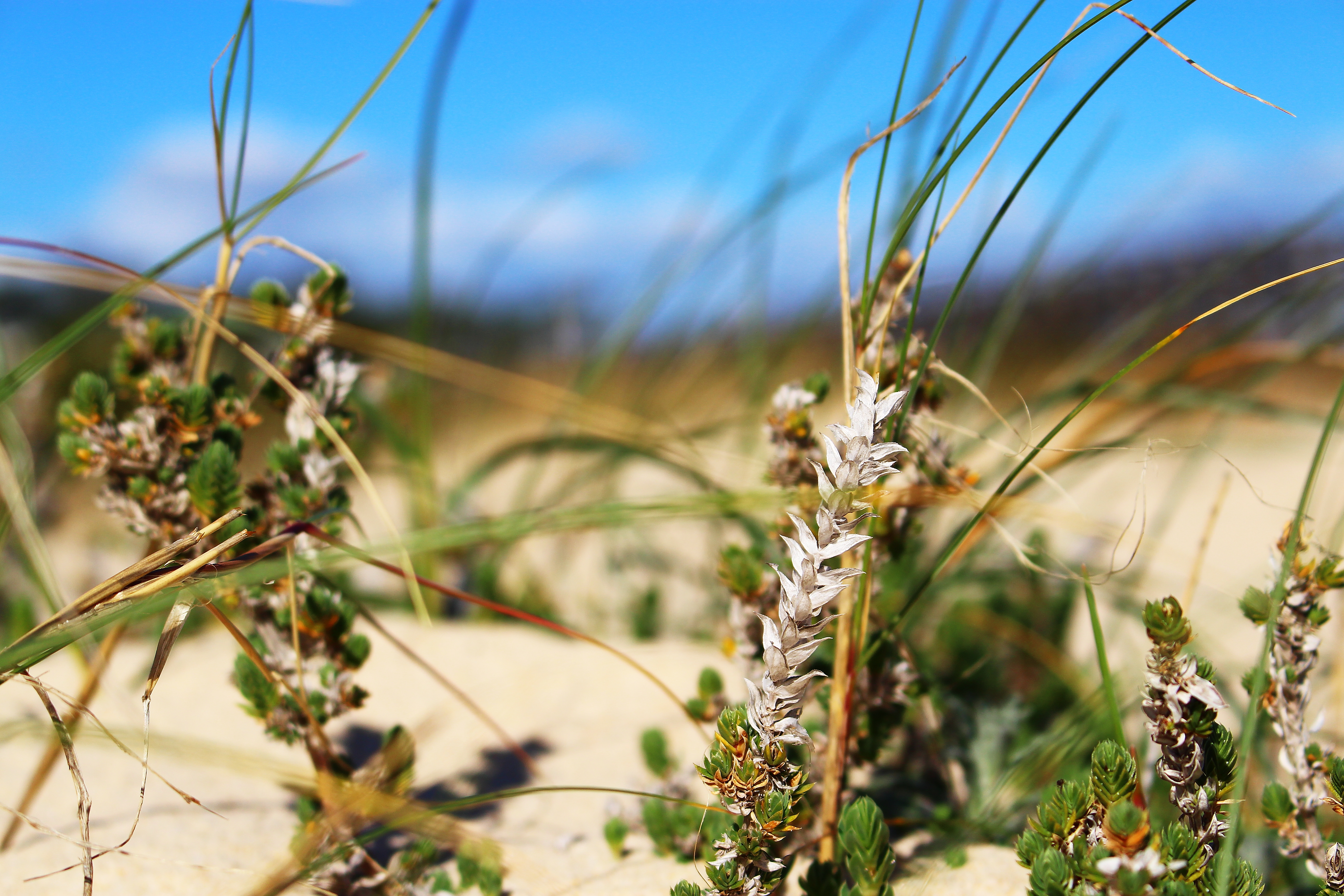
Manta Rota Beach Flora

Manta Rota é uma pequena localidade da Freguesia de Vila Nova de Cacela, no Município de Vila Real de Santo António, famosa pela sua praia que constitui uma das principais estâncias balneares do Algarve. A sua grande extensão, aliada a um clima mediterrânico caracterizado por temperaturas agradáveis todo o ano e a águas calmas e tépidas durante o período balnear são factores que atraem todos os anos milhares de turistas nacionais e estrangeiros.

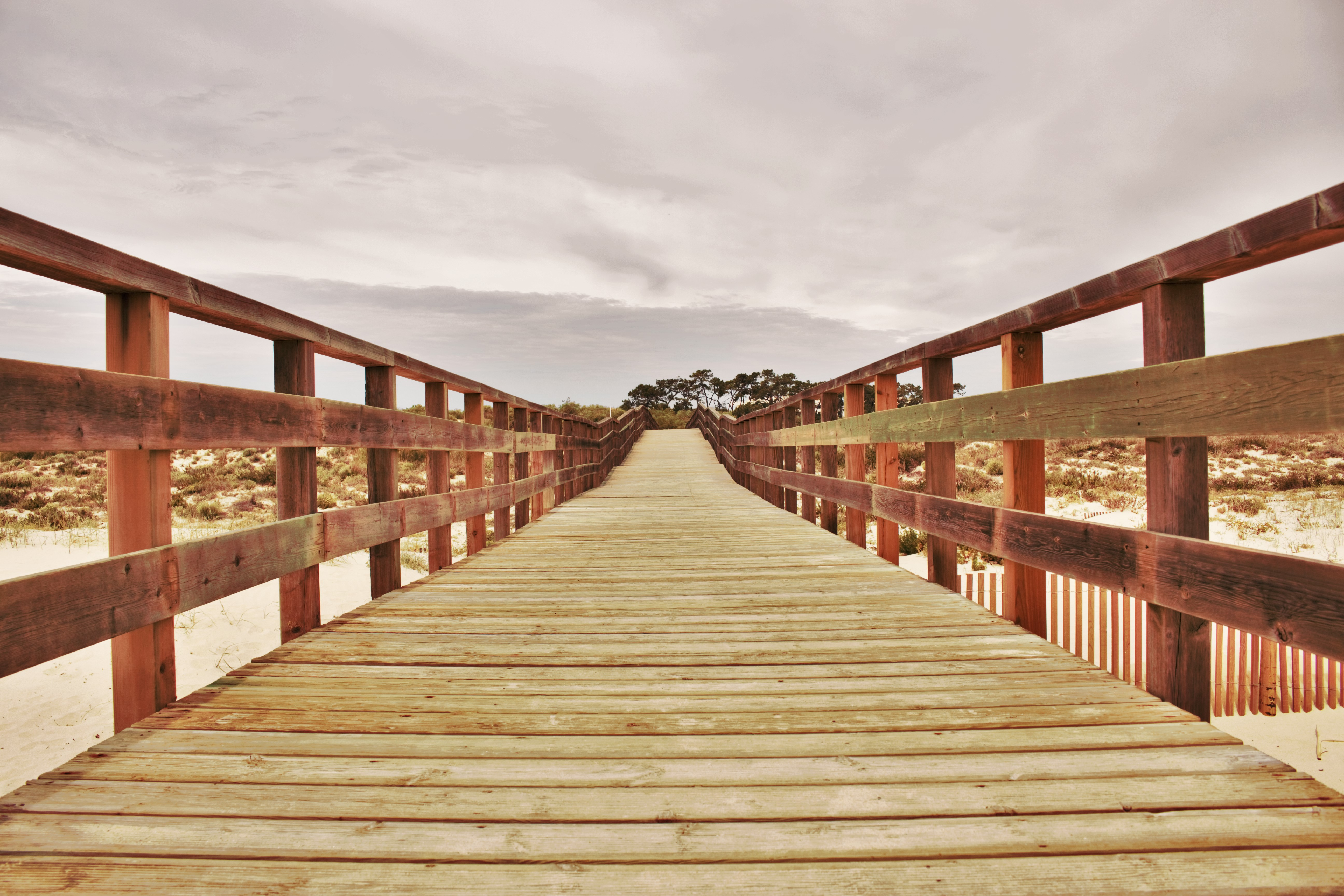

## Localização
A praia da Manta Rota localiza-se a cerca de dois quilómetros da sede de freguesia, dez quilómetros a ocidente da sede do concelho, quinze quilómetros a ocidente da Ponte Internacional do Guadiana, dez quilómetros a oriente de Tavira, quarenta quilómetros a oriente da capital de distrito (Faro) e a quarenta e cinco quilómetros do Aeroporto Internacional do Algarve. Possui acesso à Estrada Nacional 125. A praia dista ainda dois quilómetros de Vila Nova de Cacela.

## Demografia
Segundo o censo de 2011, a localidade tinha 957 habitantes.

## História
Na região em torno da Manta Rota foram encontrados importantes vestígios da colonização romana. Junto da nora de uma quinta foi achado um vaso cerâmico com moedas; datava dos séculos III e IV d.C. No século XIX ainda eram visíveis os alicerces de grandes edifícios e profusão de ânforas e lucernas. A villa da Manta Rota foi estudada por Leite de Vasconcelos e Estácio da Veiga refere a existência de vestígios islâmicos.
Durante a ocupação romana a região de Cacela integrava-se na circunscrição administrativa da cidade de Balsa. As principais produções eram azeite, vinho, carne, produtos hortícolas e frutos, com destaque para a produção de figos. Estrabão referiu que a prosperidade da região se devia ao comércio marítimo feito em navios mercantes ao longo da costa e em pequenas embarcações nos rios e estuários. 
Ao longo da costa do sotavento algarvio existem diversos vestígios de estruturas fabris, incluindo a região da Manta Rota, que exploravam as riquezas do mar e da ria através da pesca, da recolha de púrpura do búzio ''Murex brandaris'', da salga e preparação de molhos de peixe e da produção de sal. A pesca da sardinha, espécie abundante na baía de Monte Gordo, foi a actividade dominante. A pesca da baleia, atum e espadarte também desempenharam um importante papel na economia local. 
Durante o domínio islâmico, Cacela foi o centro administrativo e militar de uma região agrícola, iqlim, que se estendia até Alcoutim, e tinha como fronteira oriental o território de Niebla. A região foi governada pela família Darrag. 
Após a conquista do castelo de Cacela pelas tropas da Ordem de Santiago de Espada, em 1240, o rei D. Sancho II doou esta fortificação, cabeça de comenda de uma extensa região, àquela ordem militar. D. Dinis concedeu carta de foral a Cacela em 1283. A vila e seu termo passaram a ter conselho de homens-bons e alcaide. As terras foram então divididas entre a Coroa e a Igreja. Nos séculos seguintes, devido aos constantes ataques de corsários e piratas do Magrebe, o litoral ficou despovoado, e a população dispersou-se pelas quintas situadas entre a serra e o litoral. O assoreamento e alterações da linha costeira também contribuíram para a fuga da população. 
Com a construção de Vila Real de Santo António o antigo concelho de Cacela, que integrava territórios das actuais freguesias de Odeleite e do Azinhal foi extinto. Em 1774 Cacela passou a integrar o novo concelho de Vila Real de Santo António. 
A 24 de Junho de 1833 D. António José de Sousa Manuel e Meneses Severim de Noronha, Conde de Vila Flor e Duque da Terceira, desembarcou na praia da Lota com um contingente de 2500 homens. As tropas liberais atravessaram então o Algarve e o Alentejo e seguiram vitoriosas rumo a Lisboa. Este evento revelou-se fundamental para a vitória de D. Pedro IV contra os apoiantes de D. Miguel I durante a guerra civil portuguesa.

## Características Naturais

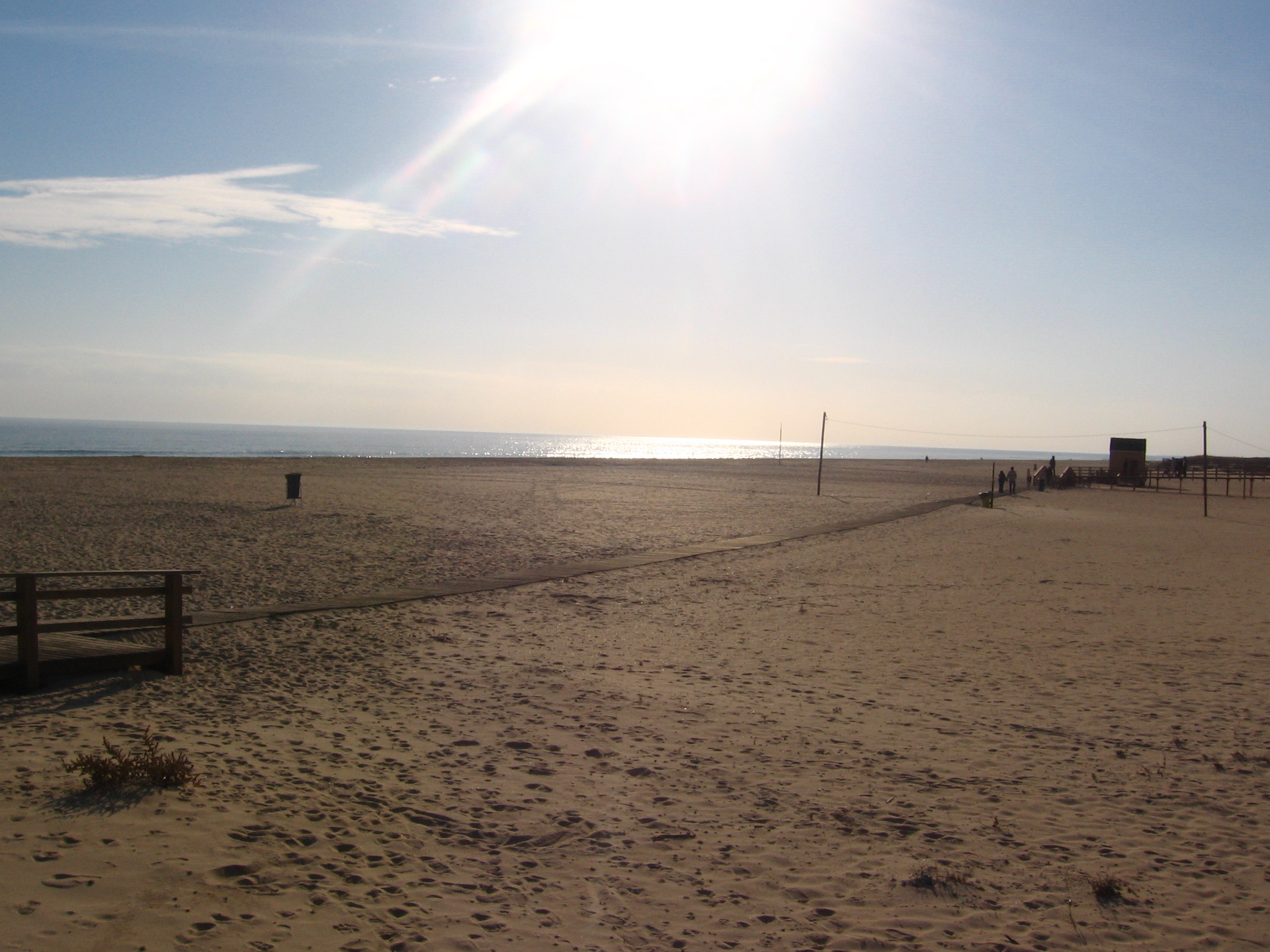
Praia da Manta Rota.

A praia da Manta Rota faz parte de uma vasta área arenosa litoral que se estende desde a foz do rio Guadiana até à Península de Cacela. A oeste da praia da Manta Rota situa-se a Praia de Cacela Velha, também conhecida como praia de Cacela, e a leste encontra-se a Praia da Lota, também designada por praia do Alto ou praia do Sítio do Alto. 
O clima apresenta as características comuns ao restante litoral do sotavento algarvio.
Os verões são longos, secos e quentes, embora as temperaturas médias máximas em Julho e Agosto rondem os 28/30 °C, bem inferiores àquelas que se verificam noutras regiões do sul de Espanha e de Portugal; por outro lado, é considerável o número médio de noites tropicais (noites em que a temperatura não desce abaixo dos 20°C) do litoral algarvio nesta estação. Os Invernos são curtos, chuvosos e suaves. Nesta altura do ano as temperaturas mínimas médias rondam os 9°C.
O litoral do sotavento algarvio é uma das regiões mais quentes de Portugal Continental. A sua temperatura média anual ronda os 18°C.
Uma das características do litoral do sotavento algarvio é a influência acentuada dos ventos de leste. A presença destes ventos anuncia normalmente um aumento considerável temperatura da água do mar, que em anos recentes atingiu os 28°C. São os chamados dias de «levante».

## Pontos de interesse
A praia da Manta Rota localiza-se no extremo oriental do Parque Natural da Ria Formosa, importante zona húmida e ponto de observação de aves migratórias.
A partir desta praia podem ser feitas caminhadas junto à Ria Formosa até à aldeia histórica de Cacela Velha, permitindo a observação de uma arriba fóssil, de vestígios de uma calçada de origem romana e de diversos ecossistemas, tais como dunas litorais ou sapais . Na foz da Ribeira de Cacela existe uma importante jazida fóssil, com características únicas a nível nacional e europeu. A fauna e a flora são muito diversificadas, sendo importante salientar a presença de um grande número de espécies de aves aquáticas, bem como uma importante população de camaleão.
A Península de Cacela constitui a continuação do areal e do cordão dunar da praia da Manta Rota para nascente; o restinga arenoso separa o mar da ria. Em 2009 a praia de Cacela Velha foi considerada uma das dez melhores praias da Europa para a prática de caminhadas. A península arenosa, devido ao seu isolamento, é frequentada pelos amantes do naturismo. A pequena península é também popular entre a comunidade gay e lésbica 
No final do mês de agosto realizam-se as festas em honra de São João da Degola, tendo o seu ponto alto com o banho santo na manhã de 29 de Agosto, evocando os tempos em que os habitantes da Serra do Caldeirão desciam ao litoral para se banharem no oceano.
O ex-primeiro-ministro Pedro Passos Coelho foi um dos mais famosos veraneantes da Manta Rota, assim como o artista Pedro Cabrita Reis, a apresentadora de televisão Maya ou o escritor e jornalista João Lopes Marques.

## Equipamentos de apoio turístico
A praia encontra-se certificada com bandeira azul, possuindo normalmente duas concessões bem equipadas. Nos últimos anos tem existido equipamento de apoio para deficientes motores. Em 2007 terminou o processo de reordenamento urbanístico e ambiental da praia, que incluiu a colocação de passadeiras de madeira sobreelevadas, calcetamento dos parques de estacionamento nascente e poente, criação de uma praceta pública, requalificação do cordão dunar e abertura de novos estabelecimentos comerciais e de restauração. Em 2008, por iniciativa da autarquia, abriu o primeiro clube de praia estival do sotavento algarvio, pelo qual passaram nas suas três edições alguns dos principais nomes da música de dança nacional e internacional. No Verão de 2010 ocorreu a abertura do segundo clube de praia da Manta Rota. Em 2011, a praia da Manta Rota foi considerada uma das melhores praias do país pela associação ambientalista Quercus. 
Na Manta Rota, bem como nos seus arredores, encontram-se diversos alojamentos (pensões, residenciais, turismo rural, hotéis, apartotéis), estando projectados novos alojamentos de qualidade. Existem ainda quatro campos de golfe: Quinta da Ria e Quinta de Cima (junto à aldeia da Fábrica), Monte Rei e Benamor (já na freguesia de Conceição de Tavira).
A gastronomia nesta região do sotavento algarvio é muito diversificada. Nos restaurantes locais predominam os pratos à base de peixe fresco, marisco, polvo e chocos, típicos da alimentação tradicional do litoral algarvio. Contudo, a variedade gastronómica local não se fica por aqui, incluindo alguns pratos únicos como sopas e saladas frias (gaspacho algarvio, salada de ovas frescas, estopeta de atum), e ainda papas de milho com conquilhas, feijoada de lingueirão e açorda de galinha caseira.